# Clitoria canescens
Clitoria canescens är en ärtväxtart som beskrevs av Paul R. Fantz. Clitoria canescens ingår i släktet Clitoria, och familjen ärtväxter. Inga underarter finns listade i Catalogue of Life.